# Magdalena Piątek
Pour les articles homonymes, voir Piatek.
Magdalena Piątek est une ancienne joueuse de volley-ball polonaise née le 10 septembre 1984 à Kielce. Elle mesure 1,83 m et jouait au poste d'attaquante. 

## Clubs
| Club                     | De        | À         |
| ------------------------ | --------- | --------- |
| Wisła Cracovie           | 2000-2001 | 2006-2007 |
| MKS Dąbrowa Górnicza     | 2007-2008 | 2007-2008 |
| Wisła Cracovie           | 2008-2009 | 2008-2009 |
| KPSK Stal Mielec         | 2009-2010 | 2009-2010 |
| Muszynianka Muszyna      | 2010-2011 | 2011-2012 |
| Budowlani Łódź           | 2012-2013 | 2012-2013 |
| Muszynianka Muszyna      | 2013-2014 | 2013-2014 |
| LTS Legionovia Legionowo | 2014-2015 | 2014-2015 |

## Palmarès
- Coupe de Pologne
  - Vainqueur : 2011.
  - Finaliste : 2012, 2014.
- Championnat de Pologne
  - Vainqueur : 2011.
- Supercoupe de Pologne
  - Vainqueur : 2011.